# Вовк, Яков Кононович
Яков Кононович Вовк (19 ноября 1916 — ?) — передовик сельского хозяйства Украинской ССР, комбайнёр Сигнаевской МТС Шполянского района Черкасской области, Герой Социалистического Труда (1958).
Избирался депутатом Верховного Совета Украинской ССР 5-го (1959-1963), 6-го (1963-1967) и 7-го (1967-1971) созывов.

## Биография
Родился в селе Куцовка Матусиевской волости Черкасского уезда Киевской губернии Российской империи (ныне — Смелянский район Черкасской области). Украинец. Окончил 5 классов школы.
В 1937 году призван в ряды РККА. В 1940 году окончил Курсы усовершенствования командного состава запаса в Белокоровичах (Беларусь).
Участник Великой Отечественной войны с июня 1941 года. В августе 1941 года командир взвода 32-го мотострелкового полка 32-й танковой дивизии 4-го механизированного корпуса 6-й армии Юго-Западного фронта младший лейтенант Я. К. Вовк попал в окружение, находился в оккупации. Вторично призван в ряды РККА Смелянским РВК в феврале 1944 года. Воевал на 2-м и 1-м Украинских фронтах как красноармеец, химик взвода химической защиты 248-го стрелкового полка 31-й стрелковой дивизии 52-й армии.
В послевоенное время — комбайнер Сигнаевской МТС, впоследствии — комбайнер колхоза имени Петровского Шполянского района Черкасской области.

## Награды
Указом Президиума Верховного Совета СССР от 26 августа 1958 года Вовку Якову Кононовичу присвоено звание Героя Социалистического Труда с вручением ордена Ленина и золотой медали «Серп и Молот».
Также награжден орденом Отечественной войны 2-й степени (11.03.1985) и медалями, в том числе и «За боевые заслуги» (19.05.1945).